# Gebel Elba
Gebel Elba o Monte Elba (en árabe: جبل علبة) es un pico y un parque nacional, que en general, incluye el área montañosa asociada a la montaña en el área del triángulo Hala'ib, en Egipto. Esta zona, a pesar de ser reclamada por Sudán, se encuentra actualmente bajo control egipcio.
Los picos más altos de la zona son en sí Gebel Elba (1.435 m), Gebel Schellal (1.409 m), Gebel Shendib (1.911 m) y Gebel Shendodai (1.526 m).
La precipitación media en la zona es de menos de 50 mm, pero en Gebel Elba asciende a 400 mm gracias a la niebla. Esto hace que esta zona posea una biodiversidad muy grande, con la presencia de especies propias de zonas afrotropicales y con algunos endemismos.

## Parque nacional de Gebel Elba
El parque nacional de Gebel Elba, declarado por Egipto en 1986, se extiende por unas 3,560.000 hectáreas, incluyendo la mayor parte del disputado Triángulo de Hala'ib (excepto su esquina más occidental), y una región de tamaño semejante justo al norte de él. Es también conocido por sostener potencialmente la última población del asno salvaje nubio. Sin embargo, se pone en duda la pureza de estos animales.